# Markéta Sluková
Markéta Sluková (jetzt Markéta Sluková-Nausch, * 28. Juni 1988 in Prag) ist eine tschechische Beachvolleyballspielerin.

## Karriere
Sluková belegte mit Veronika Opravilová den vierten Rang bei der Jugend-Weltmeisterschaft in Saint-Quay-Portrieux. Mit ihrer neuen Partnerin Kristýna Kolocová wurde sie 2005 U18-Europameisterin in Illitschiwsk (Ukraine) und jeweils Fünfte bei den Nachwuchs-Weltmeisterschaften 2006 in Bermuda, 2007 in Modena und 2008 in Brighton. Bei der Europameisterschaft 2008 in Hamburg unterlagen die Tschechinnen zunächst den Deutschen Holtwick/Semmler in drei Sätzen und schieden anschließend gegen deren Landsleute Claasen/Röder aus. Im nächsten Jahr erreichten sie das Finale der U23-Europameisterschaft in Jantarny und schieden anschließend bei der EM in Sotschi als Gruppenletzte der Vorrunde aus.
2010 etablierten sie sich mit mehreren Top-Ten-Ergebnissen bei Grand Slams und Open-Turnieren in der Weltspitze. In Kos gewannen sie die U23-EM. Bei der Weltmeisterschaft 2011 kamen sie als Gruppenzweiter in die erste Hauptrunde, in der sie sich den Brasilianerinnen Maria Clara/Carol geschlagen geben mussten. Im August starteten sie bei der EM in Kristiansand, kamen allerdings nicht über die Vorrunde hinaus. 2012 erreichten sie bei der EM in Scheveningen den neunten Platz. Bei den Olympischen Spielen in London erreichten Kolocová/Sluková das Viertelfinale, in dem sie gegen die späteren Silbermedaillengewinnerinnen Kessy/Ross verloren. Bei der WM 2013 in Stare Jabłonki erreichten Kolocová/Sluková als Gruppensieger die Hauptrunde, wo sie gegen Elwin/Iatika aus Vanuatu ausschieden. Auf der World Tour wurden sie anschließend bei vier Grand Slam sowie beim Klagenfurt Masters Neunte. Ihr bestes Ergebnis in diesem Jahr erzielten sie beim Grand Slam in Berlin, als sie erst im Spiel um Bronze dem US-Duo Fopma/Sweat unterlagen.
Auf der World Tour 2014 gewannen Kolocová/Sluková nach einem neunten Rang in Shanghai die Prag Open im Endspiel gegen die Deutschen Holtwick/Semmler. Bei der EM in Quartu Sant’Elena kamen sie als Gruppensieger bis ins Viertelfinale, das sie gegen das Schweizer Duo Goricanec/Hüberli verloren. In der FIVB-Serie schafften sie bei allen weiteren Grand Slams des Jahres Top-Ten-Ergebnisse. Sie gewannen das Turnier in Berlin gegen Maria Antonelli/Juliana und holten mit Bronze in Gstaad eine weitere Medaille. Jeweils Neunte wurden sie auf der World Tour 2015 bei den Prag Open und den Grand Slams in Moskau und Stavanger, während sie in Poreč und Sankt Petersburg zweistellige Ergebnisse erzielten. Bei der WM in den Niederlanden unterlagen sie als Gruppenzweite der Vorrunde im ersten K.-o.-Spiel den Italienerinnen Menegatti/Orsi Toth.
Seit August 2015 war Barbora Hermannová Slukovás Partnerin. Bei den Olympischen Spielen 2016 in Rio de Janeiro erreichten Hermannová/Sluková in der Vorrunde nach einem Sieg und zwei Niederlagen den dritten Platz und schieden anschließend im „Lucky Loser“ Spiel gegen das russische Duo Ukolowa/Birlowa aus. 2018 und 2019 gehörten Hermannová/Sluková zur absoluten Weltspitze. Über die Weltrangliste qualifizierten sich die beiden Tschechinnen 2021 für die Olympischen Spiele in Tokio. Zwei Tage vor dem Beginn der Wettkämpfe wurde Sluková allerdings positiv auf SARS-CoV-2 getestet, sodass das tschechische Team ersatzlos zurückgezogen wurde. Danach beendete Sluková zunächst ihre internationale Karriere.
Nach ihrer Babypause spielt Sluková seit Ende 2022 zusammen mit der ehemaligen Volleyballspielerin Helena Havelková.

## Privates
Sluková ist seit 2016 mit dem österreichischen Beachvolleyballspieler und -trainer Simon Nausch verheiratet. Die beiden haben seit 2022 eine Tochter.